# 邦邦站
邦邦站位在馬尼拉聖克魯斯區，屬於馬尼拉輕軌1號線的車站，於1985年5月12日正式啟用。該車站處於黎剎大道和邦邦街（Bambang street）路口，站體坐落黎剎大道而橫跨邦邦街，為馬尼拉市聖克魯斯區、三巴洛區和湯都區的交通服務。

## 周邊設施
車站東邊可通往聖多默大學、馬里亞諾·戈麥斯神父小學，西邊則通往邦邦市場、大都會醫療中心、聖何塞·德·特羅佐教堂、聖公會中學、多娜·提奧多拉·阿隆索高中、弗朗西斯科‧巴拉格塔斯小學及菲律賓佛教能仁中學。

## 車站結構
| 3樓  | 側式月台，車門由右側開啟 | 側式月台，車門由右側開啟         |
| 3樓  | A月台                    | ← 1號線 小費爾南多·波因方向      |
| 3樓  | B月台                    | → 1號線 桑托斯博士方向 →         |
| 3樓  | 側式月台，車門由右側開啟 |                                  |
| 2樓  | 車站大廳                 | 驗票閘門、售票亭、車站控制、商店 |
| 地面 | 街區                     |                                  |